# Мак Демарко
Мак Демарко (роден Vernor Winfield McBriare Smith IV, 30 април 1990) е канадски певец, автор на песни, музикант и продуцент.
Издал е студийните албуми – 2 (2012), Salad Days (2014), and This Old Dog (2017), също така и две мини LP-та: дебютния му Rock and Roll Night Club (2012) и Another One (2015). Неговият стил музика се описва като „блу уейв“ и „слакър рок“, а от самия него като „джиз джаз“.

## Дискография
- 2 (2012)
- Salad Days (2014)
- This Old Dog (2017)

Мини сингли
- Rock and Roll Night Club (2012)
- Another One (2015)